# 浅丘琉璃子
浅丘琉璃子（日语：／ Asaoka Ruriko，1940年7月2日—），女，日本演员。曾获得藍絲帶獎最佳女主角、每日電影獎最佳女主角、電影旬報十佳獎最佳女主角等奖项。